# له مشن، کبک
له مشن (به فرانسوی: Les Méchins) شهری در منطقه شهری ماتان ناحیه با-سن-لوران در استان کبک کانادا است. در سرشماری سال ۲۰۱۱ این شهر ۱٬۱۴۵ نفر جمعیت داشته‌است و مساحت آن ۴۵۲ کیلومتر مربع است.